# سفارة الإمارات العربية المتحدة في فرنسا
سفارة الإمارات العربية المتحدة في فرنسا هي أرفع تمثيل دبلوماسي لدولة الإمارات العربية المتحدة لدى فرنسا. تقع السفارة في باريس وهي تهدف لتعزيز المصالح الإماراتية في فرنسا.
وقد تأسست سفارة دولة الإمارات العربية المتحدة في باريس في 14 فبراير 1973 وانتقلت إلى موقعها الحالي في عام 2005، وتتولى  هند مانع العتيبة منصب سفير الإمارات العربية المتحدة لدى  فرنسا اعتباراً من يوليو 2021م
ويتولى نيكولا نيمتشينو منصب  سفير فرنسا لدى دولة الامارات العربية المتحدة

## وصلات خارجية
- قائمة سفارات الإمارات العربية المتحدة
- قائمة السفارات في فرنسا